# Israel Beer
Israel Beer (Beč, Austrija, 1912. – zatvor Shatta, izrael, 1. svibnja 1966.), izraelski vojni analitičar  
Israel Beer je osuđen 1962. za izdaju kao sovjetski agent.
Doselivši u Palestinu 1938., Beer se pridružio cionističkoj organizaciji Haganah, a dobio je i rang potpukovnika u izraelskoj vojsci. Nakon umirovljenja 1949., predavao je vojnu povijest na sveučilištu grada Tel Aviva, a David Ben-Gurion mu je naložio da pripremi službenu povijest izraelskog rata za nezavisnost u godinama 1948–49.
Uhićen je 1961. zbog špijunaže, Beer je osuđen i kažnjen zatvorom od 15 godina, gdje je i umro.

## Vanjske povezice
- Jewish virtual library - biografija